# Народни музеј уметности Азербејџана
Народни музеј уметности Азербејџана (азер. Azərbaycan Milli İncəsənət Muzeyi) је највећи музеј уметности у Азербејџану. Основан је 1936. године у Бакуу и 1943. је именован по Рустаму Мустафајеву, угледном азербејџанском сценском дизајнеру и драматургу. Музеј се састоји од две зграде које стоје једна поред друге. Укупна збирка музеја обухвата преко 15000 уметничких дела. Сталну поставку чини преко 3000 предмета смештено у 60 соба. Око 12000 предмета се чува у депоу. Музеј периодично мења експонате како би се више тих предмета могло привремено приказивати. Музеј је тренутно смештен у две зграде саграђене у 19. веку.

## Историја
Савет народних комесара РСФСР Азербејџанске ССР. одлучило је 1936. године да раздвоји уметничко одељење од Државног музеја Азербејџана и организује га као независни музеј. Експедиције су музеју обезбедиле прве експонате. Поред тога, купљени су и други експонати. Церемонија отварања музејске прве изложбе организована је 1937, и 1951. године седиште музеја, барокним дворцем Де Бур саграђеним крајем 19. века, се сели на садашњу локацију.
Зграда је 2006. темељно реконструисана и отварање нове изложбе одржано је 2009. године. Музеј је 2011. проглашен првим националним, а затим и Европским музејским стандардом (EUMS), који испуњава међународне стандарде и критеријуме, што је примерено за музеј и подразумева висококвалитетне музејске услуге и професионално искуство; то је била једногласна одлука Савета директора Европске економске коморе за размену, трговину и индустрију (EEIG), смештеног у Бриселу.
У библиотеци музеја је приближно 9000 научних књига и монографија, каталога, албума и друге професионалне литературе. Ту је и збирка ретких књига старих публикација.
Изложбе сачуване у колекцији Народног музеја уметности Азербејџана укључују античка уметничка дела која потичу из 4. века пре нове ере. Керамичке посуде декорисане античком декорацијом нађене у Нахчивану, Мингечевиру, Физулиу и Канлару (сада Гогољ); декоративне лампе и стаклене плочице из Селџучког периода; делови фризова из замка Баил из 13.века; ковчези 14-18. века нађени у Апшерону и Шемаху; фини рукописи о Курану и књиге из 16. века о астрологији; оригиналне Табриз минијатуре у темпери, златној води и воденим бојама; радови прослављених уметника Мир Мохсун Наваба, Мирзе Кадима Ереванија, Уста Гамбар Карабаги, од првих професионалних уметника у Азербејџану и од стране наших савременика;очувани уметнички метални предмети из 16. и 17. века и узорци оригиналне тканине, везење, народна ношња и теписи и накит из 18-20. века. Штавише, доступни су у музеју: колекција националног блага, примерци статуа, ликовне и графичке уметности и друге декоративно-примењене уметности западне Европе (Француска, Немачка, Аустрија, Италија, Грчка, Фландрија, Данска, Шпанија) и Истока (Иран, Турска, Јапан, Кина, Индија, Египат, Блиски исток).
Уз тепихе, овде су изложене и друге врсте декоративне и примењене уметности Азербејџана, као што су различите технике везења, уметничке металне израде, уметничке тканине, резбарење дрвета, израда накита итд. Вез златним нитима типа "гулабатин" широко је распрострањен у Азербејџану. Шемаха, Шуша и Баку су традиционално били центри ове врсте уметности. Црвени и зелени баршун били су основа за везење златним и сребрним нитима. Шешири и такозвани "аракчини" били су украшени розетама и медаљонима направљеним од стилизованих латица и звезда. "Архалиг" и "кулаја" такође су били извезени златним нитима. У музеју су изложени предмети различитог облика, величине и намене извезени златним нитима, укључујући "аракчине", марамице, ципеле, скице за чешљеве и козметику, боје за обрве и трепавице, скице за сатове, кутије за оловке и многе друге ствари.

## Изложбе
У седам соба прве зграде представљена је европска уметност, а руска уметност у десет. Европска уметност обухвата дела италијанских (Гверчино, Леандро Басано, Франческо Солимена, Лоренцо Бартолини), француских (Жил Дупре,Гаспар Диге, Паскал Дагнан-Буверет, Жан-Џозеф Бенџамин-Констан), холанских/фламанских (Франс Халс, Михел Јанц ван Миервелт, Адријан Браувер, Адријан ван Остаде, Јустус Сустерманс, Питер Клас, Јохан Хајнрих Рос, Фридрих Август фон Каулбах) и пољских (Јан Стика) сликара.
У другој згради изграђеној 1885. изложена је источњачка уметност, посебно заступљене персијска, турска, Кинеска уметносткинеска и јапанска уметност. Руску уметност нарочито обухватају слике Карла Брјулова, Алексеја Венетијанова, Василија Верешчагина, Исака Левитана, Владимира Маковског, Валентина Серова, Владимира Боровиковског, Василија Тропинина, Константина Коровина и Ивана Шишкина. Ту су такође и рестаурираних узорака руске авангарде.
Међу азербејџанским уметницима заступљени су и сликари Мир Мохсун Наваб, Бехруз Кенгерли, Тахир Салахов, Азим Азимзаде, Салам Саламзаде, Видади Нариманбеков, Михаил Абдулајев, Тогрул Нариманбеков и скулптор Омар Елдаров. Дела Сатара Бахлулзадеа испуњавају целу једну собу.
У музеју се такође налазе штафелаји и минјатуре књига од 17. до 19. века, лакиране минијатуре од 18. до 19. века и колекција кашика за шербет, направљене од дуда.
Прва дела су добијена из Санкт Петербурга, Москве и приватних колекција. Предмети из музеја су касније лзлагани у Канади (1966), на Куби (1967), у Сирији (1968), Француској (1969), бившој Чехословачкој и Алжиру (1970), Ираку (1971) итд.

## Архитектура
Мирна хоризонтална подела зграде хармонизована је са вертикалама клупске куће и Садихове резиденталне зграде. Николај фон дер Ноне у погледу црвених линија слободних улица није био повезан са осталим зградама. Волуметријско решење примењено је у згради да би се истакла њена локација и поглед на море. Класични елементи и пластика на позадини рустификације истичу архитектонски стил зграде.
Ова врста грађевина обично се израђивала на централним улицама великих градова. Галерија је такође била јединствена по изгледу и била је приметна међу осталим зградама. Ова зграда сматра се једним од првих покушаја имплементације трема на главној фасади. Све ово разликује зграду у односу на друге и даје волумен по ободу зграде.

## Колекција античке и средњовековне уметности Азербејџана
Збирка обухвата уметничка дела из античког и средњег века, укључујући фигуре птица из Мане, женске фигуре из 3-1. века пре нове ере, разно античко посуђе из различитих делова Азербејџана која су пронађена током ископавања, надгробни споменик у облику коња и итд.

## Колекција тепиха
У музеју се налазе стари теписи из Генџе, Карабаха, Казаха, Кубе итд.

## Радно време
Музеј је отворен од 10 до 18 часова. Понедељак је нерадни дан.

## Адреса
Народни музеј уметности Азербејџана је смештен у Нијазијевој улици 11-13, Баку.